# Тюк'ян
Тюк'ян (якут. Түүкээн, рос. Тюкян) — річка в Республіці Саха (Якутія) Росії. Впадає у річку Вілюй, з лівого берега, і належить до її водного басейну.

## Географія
Річка бере свій початок в північно-східній частині Середньосибірському плоскогір'ї, на висоті 320 м. У верхів'ї тече в південно-східному, а в середній та нижній течії — в південному напрямках, по Центральноякутській низовині, заболоченою територією вічної мерзлоти, з великою кількістю невеликих озер. Впадає у річку Вілюй, з лівого берега, за 12 км вниз по течії, від острова Сата-Арита (3,5 км²), та за 22 км, вверх за течією від села Хоро (Верхньовілюйський улус).
Довжина річки 747 км, площа басейну — 16 300 км². Середньорічна витрата води, у гирлі — 30 м³/с. Живлення снігове та дощове. Замерзає у жовтні, розкривається у травні. Швидкість течії 0,3-0,4 м/с. Ширина русла в нижній течії доходить до 50-70 м, а глибина — до 1,2-1,6 м. На всій протяжності русло річки має рівнинним характером течії, в середній та нижній течії — з численними заплавами, старицями, меандрами та озерами.

## Притоки
Річка Тюк'ян приймає понад три десятки приток, довжиною більше 10 км. Найбільших із них, довжиною понад 30 км — 5 (від витоку до гирла):
| Назва притоки  | Довжина,(км) | Площа водозбірного басейну, (км²) | Відстань від гирла Тюк'ян, (км) | Витрата води,(м³/с) |
| ліві притоки   | ліві притоки | ліві притоки                      | ліві притоки                    | ліві притоки        |
| -------------- | ------------ | --------------------------------- | ------------------------------- | ------------------- |
| Ейк-Сеене      | 31           |                                   | 644                             |                     |
| Муосаани-Юр'ях | 38           |                                   | 629                             |                     |
| праві притоки  |              |                                   |                                 |                     |
| Дяндукан       | 68           | 799                               | 498                             |                     |
| Тенкелях       | 85           | 1450                              | 455                             |                     |
| Чилі           | 349          | 5290                              | 49                              |                     |

## Населені пункти
Басейн, в тому числі і береги річки малозаселені. За винятком окремих рибальських та мисливських будиночків (тимчасові поселення) на берегах річки поселень немає. В басейні (від витоку до гирла): села Ейїк (за 21 км  на ПнС, на озері Ейїк, 30 км²), Май (за 9 км на C), Чкалов (за 13 км на З), Липпе-Атах (за 11 км на C), Уодей (за 10 км на З). За 7 км, від гирла, річку перетинає федеральний автомобільний шлях А-331 «Вілюй».